# Bāzgūy
Bāzgūy (persiska: بازگوی) är en ort i Iran.   Den ligger i provinsen Khorasan, i den östra delen av landet, 800 km öster om huvudstaden Teheran. Bāzgūy ligger 1 056 meter över havet och antalet invånare är 122.
Terrängen runt Bāzgūy är kuperad åt sydväst, men åt nordost är den platt.Runt Bāzgūy är det glesbefolkat, med 13 invånare per kvadratkilometer. Närmaste större samhälle är Nashtīfān, 12,3 km sydost om Bāzgūy. Omgivningarna runt Bāzgūy är i huvudsak ett öppet busklandskap.